# Матчи сборной Санкт-Петербурга по футболу (1902—1907)
Сезоны 1902—1907 годов стали первыми в истории сборной Санкт-Петербурга по футболу.
В них сборная провела всего 10 матчей: 2 официальных междугородних со сборной Москвы и 8 товарищеских (в том числе 2 международных).

## Классификация матчей
По установившейся в отечественной футбольной истории традиции официальными принимаются
- Все соревновательные матчи[К 4] официальных турниров — чемпионатов СССР, Российской империи и РСФСР — во времена, когда они проводились среди сборных городов (регионов, республик), и сборная Санкт-Петербурга (Ленинграда) была субъектом этих соревнований; к числу таковых относятся также матчи футбольных турниров на Спартакиадах народов СССР 1956 и 1979 года.
- Междугородние товарищеские игры сборной сильнейшего состава без формальных ограничений[К 5] с адекватным по статусу соперником. Матчи с клубами Санкт-Петербурга и других городов, со сборными не сильнейшего состава и д.п. составляют другую категорию матчей.
- Международные матчи с соперниками топ-уровня — в составах которых выступали футболисты, входившие в национальные сборные либо выступавшие в чемпионатах (лигах) высшего соревновательного уровня своих стран — как профессионалы, так и любители[К 6]. Практиковавшиеся (в основном, в 1920—1930-х годах) международные матчи с так называемыми «рабочими» и им подобными по уровню командами, состоявшими, как правило, из неконкурентоспособных игроков-любителей невысокого уровня, заканчивавшиеся нередко их разгромными поражениями, отнесены в отдельную категорию матчей.

## Статистика сезона
| 1902 — 1906   |                                                                             |     |
| Н (1)         | Санкт-Петербург — «Невский»                                                 | 6:2 |
| Н (2)         | Санкт-Петербург — «Виктория»                                                | 0:0 |
| Н (3)         | Санкт-Петербург — «Невский»                                                 | 1:1 |
| Н (4)         | Санкт-Петербург — «Невский»                                                 | 2:2 |
| Н (5)         | Санкт-Петербург — Санкт-Петербург (анг)                                     | 1:3 |
| 1907          |                                                                             |     |
| Н (6)         | Санкт-Петербург (сборная английских клубов) — «Унитас» Гельсингфорс         | 4:3 |
| Н (7)         | Санкт-Петербург (сборная английских клубов) — «Политехникерна» Гельсингфорс | 2:1 |
| МГ 1          | Санкт-Петербург (анг) — Москва                                              | 2:0 |
| МГ 2          | Санкт-Петербург (рус) — Москва                                              | 5:4 |
| Н (8)         | Санкт-Петербург (рус) — Санкт-Петербург (анг)                               | 1:0 |
| Итого         |                                                                             |     |
| И В Н П М     |                                                                             |     |
| 2 0 7−4       |                                                                             |     |
| 8 4 3 1 17−12 |                                                                             |     |

## Официальные матчи

### 1. Санкт-Петербург — Москва — 2:0
Междугородний товарищеский матч 1 (отчет )

| Санкт-Петербург (англичане) | 2:0 | Москва |
| --------------------------- | --- | ------ |
| - Коффрайт ~40′ - Ривз ~67′ |     |        |

| Игрок           | Клуб       |     | Вышел на замену | Гол  |
| --------------- | ---------- | --- | --------------- | ---- |
| Браун, Берджиск | «Нева»     |     | 1               | (-0) |
|                 |            |     |                 |      |
| Эбсворт, Тед    | «Виктория» |     | 1               |      |
| Делл, Александр | «Нева»     |     | 1               |      |
|                 |            |     |                 |      |
| Филлипс, Джон   | «Невский»  |     | 1               |      |
| Сиборн, Г.      | «Невский»  |     | 1               |      |
| Бьюкенен, Джон  | «Невский»  |     | 1               |      |
|                 |            |     |                 |      |
| Кинг, Майлз     | «Нева»     |     | 1               |      |
| Ривз, Д.        | «Невский»  | Гол | 1               | 1    |
| Коффрайт, А.    | «Нева»     | Гол | 1               | 1    |
| Смолл, Виктор   | «Невский»  |     | 1               |      |
| Флетчер, Джон   | «Невский»  |     | 1               |      |

| Москва       |  |
| ------------ |  |
| Бейнс        |  |
|              |  |
| Р.Вентцелли  |  |
| П.Розанов    |  |
|              |  |
| А.Скорлупкин |  |
| Хиггин       |  |
| Н.Шашин      |  |
|              |  |
| К.Нэш        |  |
| Г.Чарнок     |  |
| С.Чарнок     |  |
| В.Серпинский |  |
| Ф.Розанов    |  |

### 2. Санкт-Петербург — Москва — 5:4
Междугородний товарищеский матч 2 (отчет )

| Санкт-Петербург                                                                  | 5:4 | Москва                          |
| -------------------------------------------------------------------------------- | --- | ------------------------------- |
| - Данкер 1′ - ? (2:0)′ - М.Григорьев (3:4)′ - И.Егоров (4:4)′ - П.Сорокин (5:4)′ |     | - В.Райт - Г.Чарнок - Ф.Розанов |

| Игрок              | Клуб       |                                                                   | Вышел на замену | Гол  |
| ------------------ | ---------- | ----------------------------------------------------------------- | --------------- | ---- |
| Фракт, Иван        | «Спорт»    | Серебряный гол · Серебряный гол · Серебряный гол · Серебряный гол | 1               | (-4) |
|                    |            |                                                                   |                 |      |
| Курзнер, Павел     | «Меркур»   |                                                                   | 1               |      |
| Лауман, Владимир   | «Виктория» |                                                                   | 1               |      |
|                    |            |                                                                   |                 |      |
| Луговской, Николай | «Меркур»   |                                                                   | 1               |      |
| Лауман, Адольф     | «Виктория» |                                                                   | 1               |      |
| Митягин, Николай   | «Спорт»    |                                                                   | 1               |      |
|                    |            |                                                                   |                 |      |
| Егоров, Иван       | «Спорт»    | Гол                                                               | 1               | 1    |
| Сорокин, Пётр      | «Спорт»    | Гол                                                               | 1               | 1    |
| Дьячков, Николай   | «Меркур»   |                                                                   | 1               |      |
| Данкер, Александр  | «Меркур»   | Гол                                                               | 1               | 1    |
| Григорьев, Михаил  | «Виктория» | Гол                                                               | 1               | 1    |

| Москва       |           |
| ------------ | --------- |
| Бейнс        |           |
|              |           |
| Р.Вентцелли  |           |
| П.Розанов    |           |
|              |           |
| А.Скорлупкин |           |
| В.Виноградов |           |
| Н.Шашин      |           |
|              |           |
| К.Нэш        |           |
| Г.Чарнок     | Гол       |
| В.Райт       | Гол · Гол |
| В.Серпинский |           |
| Ф.Розанов    | Гол       |

|  |  |

## Неофициальные матчи
1. Матч «чемпион — сборная» чемпионата Санкт-Петербурга 1902
| 13 окт 1902 Неоф (1) | Санкт-Петербург                   | 6:2 | «Невский» | Поле «Невских», Санкт-Петербург |
| | - М.Григорьев - Березин - Уайтхед |     |           | Судья: Х.Хартли                 |
| Санкт-Петербург: Рязанов - ХаргривсII, Зарубин - К.Грюнталь, А.ХаргривсI, А.Москвин - Уайтхед, М.ЕвангуловI, Березин, М.Григорьев, Ярков «Невский»: Б.Браун - Хиллкрист, Хатчинсон - Холден, Ричардсон, Э.Стюарт - Монкер, Патшин, Шеридан, А.Купер, Дж.Филлипс |                                   |     |           |                                 |

2. Матч «чемпион — сборная» чемпионата Санкт-Петербурга 1903
| 19 окт 1903 Неоф (2) | Санкт-Петербург | 0:0 | «Виктория» | Поле «Спорта», Санкт-Петербург |
| Санкт-Петербург: Б.Браун - Холден, Делл - А.Ферли, В.Цурмюль, А.ХаргривзI - Лунд, Бриггс, М.ЕвангуловI, Дж.Филлипс, Джерард «Виктория»: Гольдарбайтер - Ф.РейтI, Ад.ЛауманIII - Серк, В.ЛауманII, М.РейтII - Шахт, П.ВаллотI, М.Григорьев, Ярков, А.Вардроппер |                 |     |            |                                |

3. Матч «чемпион — сборная» чемпионата Санкт-Петербурга 1904
| 17 окт 1904 Неоф (3) | Санкт-Петербург | 1:1 | «Невский» | Поле «Невских», Санкт-Петербург |
| | - Шахт          |     |           | Судья: Х.Хартли                 |
| Санкт-Петербург: А.ФерлиI - П.Лунд, В.ЛауманII - С.ФерлиII, Боронин, Ад.ЛауманIII - А.Тодд, В.Лунд, А.Гелькер, Ф.ВардропперII, Шахт «Невский»: Б.Браун - Шарльпс, С.Джонс - Максвелл, Дж.ХаргривзII, Асков - М.ЕвангуловI, Б.ЕвангуловII, Дж.Филлипс, В.Смолл, Хилл |                 |     |           |                                 |

4. Матч «чемпион — сборная» чемпионата Санкт-Петербурга 1905 
| 16 окт 1905 Неоф (4) | Санкт-Петербург | 2:2 | «Невский» | Санкт-Петербург |
| Санкт-Петербург: А.ВардропперI - В.ЛауманII, Бирс - Делл, А.Тодд, Нэш - Ад.ЛауманIII, Э.ПетерсенI, Гейнер, Е.Лапшин, С.ФерлиII «Невский»: Б.Браун - Масвелл, Сиборн - Норкросс, Дж.Филлипс, Бьюкенен - Хилл, М.ЕвангуловI, Б.ЕвангуловII, В.Смолл, Медер |                 |     |           |                 |

5. Выставочный матч чемпионата Санкт-Петербурга 1906 
| 29 окт 1906 Неоф (7) | Санкт-Петербург | 1:3 | Санкт-Петербург (анг) | Санкт-Петербург |
| Санкт-Петербург: Лаутер - В.ЛауманII, Ганч - Трифонов, Луговской, Ад.ЛауманIII - М.ЕвангуловI, Гольц, Данкер, М.Григорьев, Э.ПетерсенI Санкт-Петербург: П.Сьюэлл - Халлум, Сиборн - Бьюкенен, Тодд, Дж.Филлипс - Ривз, В.Смолл, Х.Шусмит, Хилл, С.ФерлиII |                 |     |                       |                 |

Турне сборной английских клубов в Гельсингфорс
6. Международный товарищеский матч
| 22 апр 1907 Неоф (5) | Санкт-Петербург (сб.английских клубов) | 4:3 | «Унитас» Гельсингфорс                                 | «Кайсаниеми», Гельсингфорс                        |
| | - Бриггс 1′ 11′ 80′ - ? 50′            |     | - 35′ Р.Виберг - 55′ Де ла Шапелль - 85′ (пен.) Истон | Зрителей: ~1200 Судья: Х.Хартли (Санкт-Петербург) |
| (сб.английских клубов): П.Сьюэлл - Д.Максвелл, Халлум - А.Уэбб, Бьюкенен, С.Фарли - Кинг, Бек , Бриггс, В.Смолл, Уинтерботтом : Кэйбл - Паув, Бленнер - Йернстрём, Маллин, Пасиус - Де ла Шапелль, Р.Виберг, Истон, Шубергсон, Ниска |                                        |     |                                                       |                                                   |

7. Международный товарищеский матч
| 21 апр 1907 Неоф (6) | Санкт-Петербург (сб.английских клубов) | 2:1 | «Политехникерна» Гельсингфорс | «Кайсаниеми», Гельсингфорс                        |
| | - ? 68′ (авт.) - ? 78′                 |     | - 14′ ?                       | Зрителей: ~1500 Судья: Х.Хартли (Санкт-Петербург) |
| (сб.английских клубов): П.Сьюэлл - Д.Максвелл, Халлум - А.Уэбб, Бьюкенен, С.Фарли - Кинг, Бек , Бриггс, В.Смолл, Уинтерботтом : Старк - ... Кехвола ... |                                        |     |                               |                                                   |

|  |  |  |

8. Выставочный матч чемпионата Санкт-Петербурга 1907 
| 21 окт 1907 Неоф (8) | Санкт-Петербург (рус) | 1:0 | Санкт-Петербург (анг) | Санкт-Петербург |
| | - И.Егоров            |     |                       |                 |
| Санкт-Петербург: Борейша - Курзнер, Шинц - Д.Тимофеев, Митягин, Луговской - И.Егоров, Г.Никитин, М.ЕвангуловI, Б.ЕвангуловII, М.Григорьев Санкт-Петербург: Шарльпс - Делл, Эбсворт - Бьюкенен, Тодд, Дж.Филлипс - Ривз, Годфри, Коффрайт, Монро, Уотерхаус |                       |     |                       |                 |

## Комментарии
1. ↑  К.Есенин указывал для сборной Москвы только междугородние и международные матчи[1]
2. ↑  В реестре матчей сборной Санкт-Петербурга (Петрограда, Ленинграда), опубликованном группой ленинградских историков и статистиков под редакцией Н.Киселёва[2] учтены только междугородние матчи со сборными городов и республик
3. ↑  Г.Калянов предложил разделение матчей на официальные и товарищеские (для сборной Москвы)[3]
4. ↑  в том числе недоигранные и аннулированные, а также сыгранные с неформатными сборными и клубами — все матчи, объявленные как матчи официальных турниров
5. ↑  Матчи второй, третьей и т. д. (дублёров), а также ведомственных (например, сборной профсоюзов) сборных считаются неформатными. Тем не менее, междугородние матчи и «русской», и «английской» сборных Санкт-Петербурга и Москвы начала века, согласно установившейся традиции, учитываются историками[4][5][1] в их реестрах
6. ↑  Тем не менее, несколько международных матчей 1910-х годов с командами, формально не соответствующими строго данному критерию, но в игровом плане нередко подавляюще превосходившими сборные Санкт-Петербурга и Москвы, учтены[6][7] в их реестрах
7. ↑  В данном сезоне Санкт-Петербургская футбол-лига провела вместо матча «чемпион — сборная» матч между «английской» и «неанглийской» сборными лиги
8. ↑  Сборная «Невского» и «Невы», включавшая, в основном, дублёров и ветеранов. Финские источники отмечали почтенный возраст ряда игроков команды (в частности, 53-летнего вратаря П.Сьюэлла). В составе «английской» сборной лиги в выставочном матче с «русской» сборной по итогам сезона участвовал только один игрок этой команды (Ч.Бьюкенен), в матче со сборной Москвы - трое.
9. ↑  В данном сезоне Санкт-Петербургская футбол-лига провела вместо матча «чемпион — сборная» матч между «английской» и «русской» сборными лиги